# Јохан Шенлајн
Јохан Лукас Шенлајн (Бамберг, 30. новембар 1793 — Бамберг, 23. јануар 1864) је био немачки лекар, оснивач клиничке медицине у Немачкој и први немачки професор медицине који је 1840. уместо дотадашњих предавања на латинском увео предавања на матерњем (немачком језику). Њему у част два епонима носе његово име; Шенлајнова болест и Шенлајнова пурпура. У медицину је увао и називе за неке болести као што су »туберкулоза« и »хемофилија«. Међутим највећа му је заслуга што је 1389. открио паразитарну природу фавуса, чиме је постао зачетних посебне области у медицини, дерматомикологије.

## Епоними
Њему у част две болести и једна гљивица назване су по његовом имену:
- Шенлајнова болест
- Шенлајнова пурпура
- Трихофитон шенлајни - узрочник фавуса (површинског гљивичног обољења)

## Живот и каријера
Јохан Лукас Шенлајн рођен је 30. новембар 1793 Бамбергу. Студирао је од 1811 до 1816 у Ландсхуту и Вирцбургу природне науке и медицину. Године 1816 написао је дисертацију „О метаморфози мозга и компаративном ембрионалном развоју мозга код сисара и људи“, са којом је докторирао 1817. на Универзитету у Вирцбургу.
Две године бавио се праксом у Бамбергу, Јену, Гетингену и Минхену, да би се након докторирања устоличио на место предавача на катедри за клиничку наставу на Универзитету у Вирцбургу, од 1817 до 1819. године.
У 1824 је Шенлајн је постао редовни професор и шеф на Медицинској клиници Јулиус болнице, у којој је 1832. године из политичких разлога остао без функције и канцеларије, и био је приморан да пребегне у Цирих, у коме је 1883. постао професор клиничке медицине.
У 1839. по повратку у Немачку именован је за ванредног професор на Универзитету у Берлину, а током 1840. и за редовног професора и личног лекар краља Фридриха Вилхелма IV.
После Вилхелмове абдикације Јохан Лукас Шенлајн је поднео оставку, на све дужности на универзитету у Берлину и годину дана касније отишао у пензију. Вратио се у родни град Бамберг, где је и умро 23. јануара 1864. године

## Дело
Јохан Лукас Шенлајн један је од реформатора, који је модернизовао не само немачку већ и глобалну медицину увођењем нових научних метода у дијагностику.
Његово главно дело објављено 1818/19 је ауторски рукопис „О великог кашљу“, у коме је не само анализирао узроке болести, већ и приказао и на тачан начин описао временски и просторни ток болести.
Од 1826, Шенлајн је у дијагностици користио физичке и хемијске тестове, перкусију, аускултације, и анализе крви и мокраће и захваљујући таквом приступу болеснику и његовој болести међу првима препознао туберкулозу као независну болест, и разлику између тифуса и паратифуса.
Године 1839. Шенлајн је први на кожи и власишту открио патогене гљивицу фавус , која је по њему касније названа.(Трихофитија Шенлејни). Након овог и открића других кожних промена , Шенлајн је постао један од зачетних посебне области у медицини, дерматомикологије.
Шенлајн је осмислио термине за хемофилију и туберкулозу, а његов опис реуматичне пурпуре, као посебног облика пурпуре, у свом делу детаљно је нашто касније приказао један од његових ученика. Један од најпознатијих лекара 19. века Рудолф Вирхов био је Шенлајнов ученик.